# Handeln
Handeln und Handlungen sind Sammelbegriffe für bestimmte Verhaltensweisen, die ein Mensch absichtlich unternimmt.
Verschiedene Geisteswissenschaften beschäftigen sich mit dem Handeln, darunter die Philosophie, die Psychologie, die Pädagogik, die Rechtswissenschaft und die Soziologie.

## Philosophie
Handlungen und Verantwortung sind traditionelle Themen der Philosophie. „Was soll ich tun?“ gilt als eine ihrer Grundfragen. Daran angeknüpft sind wesentliche ethische und theoretische Fragen, beispielsweise ob Handlungen in bestimmten Fällen geboten oder verboten sind (Pflicht), welche Handlungen zu einem guten Leben führen (Eudaimonie), unter welchen Umständen Handlungen frei sind (freier Wille), wie Handlung begrifflich erfasst werden kann und wie Handeln möglich ist.
Handlungs-Zweck und Handlungs-Mittel sind die beiden Elemente, aus denen eine Handlung besteht, und die in einem Zweck-Mittel-Verhältnis zueinander stehen. Donald Davidson vertritt die Auffassung, Handlungen unterschieden sich von anderen Verhaltensweisen dadurch, dass eine Absicht oder eine Entscheidung des Handelnden der Handlung vorausgehe.

### Scholastik
In der Scholastik wurden drei Aspekte von Handlungen betrachtet, um deren Moralität zu bestimmen: der „Gegenstand“ der Handlung (lateinisch obiectum), die Absicht des Handelnden (intentio) – auch „Ziel“ (finis) genannt – und die Umstände (circumstantiae). Zum Beispiel lügt jemand („Gegenstand“ der Handlung), um sich einen Vorteil zu verschaffen (Absicht/Ziel). Der Gegenstand (was in einer Handlung getan wird) dient dem Zweck, das Ziel zu erreichen. Statt Absicht und Ziel spricht man heute oft vom Motiv des Handelnden.

### Basishandlungen und Einheit der Handlung
Eine für die moderne handlungstheoretische Debatte wichtige Unterscheidung ist die zwischen Basishandlungen und komplexen Handlungen. Diese Unterscheidung steht in engem Zusammenhang mit dem Problem der Individuation, da sie ebenfalls von der Vorstellung abhängt, eine Sache durch oder aufgrund einer anderen Sache zu tun, wie ein Licht einzuschalten, indem man einen Schalter umlegt.
In diesem Beispiel ist das Umlegen des Schalters grundlegender als das Einschalten des Lichts. Aber das Einschalten des Lichts kann ihrerseits eine andere Handlung konstituieren, wie die Handlung, den Einbrecher zu alarmieren. Üblicherweise wird angenommen, dass die so zusammengesetzte Kette oder Hierarchie von Handlungen eine grundlegende Ebene hat, auf der sie aufhört. Die Handlung auf dieser grundlegenden Ebene wird als Basishandlung bezeichnet: Sie wird nicht dadurch ausgeführt, dass man etwas anderes tut. Aus diesem Grund sind Basishandlungen einfach, während nicht-grundlegende Handlungen komplex sind.
Oft bestehen Handlungen aus mehreren Einzelvollzügen. Die Handlung „frühstücken“ z. B. beinhaltet, dass man sich etwas zum Trinken macht und Obst oder Brot isst.
Mehrere Einzelvollzüge und Handlungsverbünde kann man als eine Handlung ansprechen. Dabei entsteht die Frage, wie sich ein Handlungsverbund von wirklich unterschiedlichen Handlungen unterscheiden lässt. Unterschiedliche Handlungen lassen sich von einer Anzahl von Einzelvollzügen einer Handlung oder von einem Handlungsverbund dadurch unterscheiden, dass unterschiedliche Handlungen auch unterschiedliche oder die gleichen (nicht „dieselben“!) Zwecke haben, und dass ein einziger Handlungsverbund oder eine Handlung aus mehreren Einzelvollzügen jedoch denselben Zweck für alle seine Handlungen hat.
Das Kriterium für die Einheit einer Handlung ist also, ob Einzelvollzüge oder Handlungsverbünde ein und dasselbe Ziel haben. Zum Beispiel drückte John Wilkes Booth am 14. April 1865 den Abzug seiner Waffe, feuerte einen Schuss ab und tötete Abraham Lincoln. Bei einer feinkörnigen Theorie der Individuation sind das Abdrücken, das Abfeuern und das Töten drei verschiedene Handlungen. In ihrer extremsten Form gibt es für jeden Handlungstyp eine eigene Handlung. Da beispielsweise „Singen“ und „lautes Singen“ zwei unterschiedliche Handlungstypen sind, führt jemand, der laut singt, mindestens diese beiden unterschiedlichen Handlungen aus. Diese Sichtweise hat die unintuitive Konsequenz, dass selbst die einfachsten Ausübungen der Handlungsmacht zu einer Vielzahl von Handlungen führen.
Theorien der grobkörnigen Individuation von Handlungen hingegen besagen, dass Ereignisse, die einander konstituieren oder verursachen, als eine Handlung zu zählen sind. Nach dieser Auffassung ist die Handlung des Abdrückens des Abzugs identisch mit der Handlung des Abfeuerns der Waffe und mit der Handlung des Tötens von Lincoln. Booth führte also nur eine Handlung aus. Eine Intuition zugunsten dieser Sichtweise ist, dass wir oft eine Sache tun, indem wir eine andere Sache tun: Wir schießen die Waffe, indem wir den Abzug betätigen, oder wir schalten das Licht ein, indem wir den Schalter umlegen. Ein Argument gegen diese Sichtweise ist, dass die verschiedenen Ereignisse zu unterschiedlichen Zeitpunkten stattfinden können. So erlag Lincoln beispielsweise am nächsten Tag seinen Verletzungen, also eine ganze Weile nach dem Schuss. Dies wirft die Frage auf, wie man erklären kann, dass zwei Ereignisse, die zu unterschiedlichen Zeiten stattfinden, identisch sind.

## Psychologie
Handeln gehört zum Kerngebiet der Motivationspsychologie. Zielbasierte, motivationspsychologische Theorien gehen davon aus, dass Menschen sich Ziele setzen (können), nach denen sie ihr Handeln ausrichten. Ob ein Ziel gesetzt wird, hängt davon ab, inwieweit es als wünschbar und durchführbar erlebt wird bzw. mit einer Strategie oder einem Lebensplan vereinbar ist. Andererseits lässt sich Handeln (theoretisch) auf motivationale Sachverhalte zurückführen.
Handeln ist motiviert und daher (im Normalfall) zielgerichtet. Handeln strebt die Befriedigung eines Bedürfnisses oder die Vermeidung eines Schadens an. Mit der Einbeziehung der Motivation thematisiert die Handlungstheorie die inneren Prozesse, die zwischen der Wahrnehmung der Umgebung, der aktuellen Motivlage und dem Tun vermitteln.
Dietrich Dörner erstellte ein Modell, welches Handeln in verschiedene Stationen unterteilte. Dabei ist es nicht wichtig, dass diese Stufen linear abgearbeitet werden:
- Absichtsauswahl
- Zielelaboration
- Informationssammlung und Hypothesenbildung
- Prognose
- Planen
- Entscheidung und kontrolliertes Tun

Auch in der Neuropsychologie werden das Handeln und die Handlungssteuerung heute zunehmend untersucht: Dabei spielen dort vor allem das Konzept der exekutiven Funktionen und der Selbstregulation sowie das Aufdecken der neurobiologischen Korrelate dieser Funktionen eine sehr wichtige Rolle.
Handeln ist im Sinne der neueren Psychologie bzw. Pädagogik vor allem ein Instrument der Sozialisation. Als Interaktion gewinnt der Sachverhalt seine sozialisatorische Bedeutung. Indem der Mensch in sozialen Gefügen handelt
- erwirbt er Wissen
- lernt er, sich in ähnlichen Situationen zu verhalten
- gewinnt er gestalterische Kompetenzen, die ihm Einfluss auf seine soziale und materielle Umwelt ermöglichen (siehe Handlungskompetenz).[8]

Eine Existenzsicherung stellt das Handeln als Interaktion zwischen Kind und Bezugspersonen in der frühen Kindheit dar. Kinder ohne diese oder ausreichende Interaktionsmöglichkeiten haben bedeutende Persönlichkeitsstörungen, die von langer Dauer sind und nicht immer (vollständig) therapiert werden können.
Menschen (im Alter) ohne sozial relevante Handlungsmöglichkeiten geraten in große psychische Bedrängnis, erachten sich als wertlos und fühlen sich an den Rand ihrer Existenz gedrängt (Suizid, Depression).

### Handlungstäuschung
Handlungstäuschung beschreibt in der Psychologie eine intentional irreführende Handlung anderer Personen. Aus der Wahrnehmung dieser Täuschung resultiert eine Reaktion auf die erwartete Handlung, die jedoch nur angetäuscht wird und nicht der Intention des Täuschenden entspricht. Durch höhere motorische Handlungserfahrung kann eine Verbesserung im Erkennen von Täuschungen erzielt werden. Beispielsweise können regelmäßige Basketballspieler besser angetäuschte Aktionen des Gegenspielers (z. B. Pässe) wahrnehmen.

## Pädagogik
In der Pädagogik geht es insbesondere um das Handeln des Erziehenden, das grundsätzlich daran orientiert sein sollte, das Kind/den Jugendlichen zu fördern. Förderung ist ein Komplex unterschiedlicher und methodisch durchdachter Handlungen, die der Entwicklung des Kindes bzw. seiner möglichst effektiven Sozialisation dienen.
In der Pädagogik gibt es verschiedene Systeme, die Handlungen beschreiben, die man als effektiv bzw. wenig effektiv im Sinne der Sozialisation des Kindes/Jugendlichen bezeichnen könnte. Die Diskussion über Erziehungsstile ist z. B. eine Erörterung von Handlungsvarianten und deren Möglichkeiten der Realisierung (vor allem eine Systematisierung von Handlungen). Ähnlich ist es mit der Darstellung von sinnvollen und weniger sinnvollen Maßnahmen der Erziehung (Handlungskomplexen) in unterschiedlichen Situationen.
Handlungen des Erziehenden werden meist in Beziehung gesetzt zu den Erziehungsinstitutionen, in denen sie realisiert werden (sollen): Erziehungshandeln in der Familie, in der Vorschulerziehung, in der Schule, in der Ausbildung usw. In diesen Dynamiken spielen freilich die Kinder (die zu Erziehenden) eine herausragende Rolle als Mitgestalter der Erziehungssituation.
Im gänzlich anderen Zusammenhang wurden in den 1970er Jahren von dem Erziehungswissenschaftler Andreas Gruschka die Handlungsweise (des Erziehenden) und ihre Reflexion in die Ausbildung eingebracht: Das Erziehungshandeln von Praktikantinnen und Erzieherinnen sollte nunmehr reflektiert werden. Der Ansatz fand Eingang in die Erzieherinnenausbildung in Nordrhein-Westfalen und wurde im Verlauf der letzten Jahrzehnte in den Berufskollegs des Landes ausdifferenziert und systematisiert.

## Rechtswissenschaft
Die Rechtsordnungen knüpfen Handeln in vielen Fällen an Rechtsfolgen, für deren Eintritt irrelevant ist, ob sie beabsichtigt sind. Die Rechtswissenschaft fasst diese Handlungen unter dem Begriff der Rechtshandlung zusammen. Rechtshandlungen bilden dabei den Gegenbegriff zum Rechtsgeschäft, für welches charakteristisch ist, dass die erzielten Wirkungen willensgetragen sind, während Rechtsfolgen der Rechtshandlung willensunabhängig kraft Gesetzes eintreten. Rechtshandlungen unterscheiden sich durch die Kriterien der Rechtmäßigkeit (siehe erklärende geschäftsähnliche Handlungen, erklärungsunabhängige Tathandlungen) und der Rechtswidrigkeit (etwa unerlaubte Handlungen, Vertragsverstöße). Für die Anwendung des Rechts ist ausschlaggebend stets die Eigenart des Handlungstyps.
Zivilrechtlich setzen Rechtshandlungen Handlungsfähigkeit und strafrechtlich Deliktsfähigkeit voraus. Innerhalb eines stets gleich definierten Rahmens, ist eine Handlung damit jedes menschliche Verhalten das beherrschbar ist, weil es der Bewusstseinskontrolle und Willenslenkung unterliegt. In diesem Zusammenhang ist nicht nur das unmittelbar mit dem Handeln gleichgesetzte „positive Tun“ relevant, sondern auch „Unterlassen“ entgegen einer Handlungspflicht (vgl. strafrechtliche Handlungslehren).
Ohne Willensfreiheit gäbe es weder Schuld noch Strafe.

## Soziologie
Soziales Handeln ist ein Grundbegriff der Soziologie. Soziale Positionen von Akteuren in der Gesellschaft und ein von ihnen gestütztes Selbstbewusstsein können mit Hilfe sinnhaften Handelns und Gestaltens im Rahmen von Arbeit, Kunst, Spiel eingenommen und bewahrt werden. Talcott Parsons formulierte diesbezüglich Handlungstheorien.